# Phạm Như Xuân
Phạm Như Xuân là một tướng lĩnh trong Quân đội Nhân dân Việt Nam, hàm Chuẩn Đô đốc, hiện là Phó Tư lệnh Quân chủng Hải quân Việt Nam

## Thân thế và binh nghiệp
Ông từng giữ chức Trung đoàn trưởng Trung đoàn không quân 923, Sư đoàn không quân 371, Quân chủng Phòng không - Không quân.
Trước năm 2019, ông là Sư đoàn trưởng Sư đoàn Không quân 372 Quân chủng Phòng không - Không quân.
Tháng 5 năm 2019, ông được bổ nhiệm giữ chức Phó Tư lệnh Quân chủng Hải quân Việt Nam.
Tháng 12 năm 2019, ông được thăng quân hàm Chuẩn Đô đốc.